# Manilla Road
Manilla Road war eine US-amerikanische Heavy-Metal-Band aus Wichita, Kansas.

## Geschichte
Gegründet wurde die Band 1977 in der Stadt Wichita im US-Bundesstaat Kansas von den Musikern Mark „The Shark“ Shelton, Robert Park, Scott „Scooter“ Park und Ben Munkirs.
Obwohl die Band recht wichtig für den „Epic Metal“ ist, den Begriff sogar mitbegründet hat, ist sie fast ausschließlich Insidern der Metal-Szene bekannt. Ihr Album Crystal Logic kann man als Meilenstein des Genres bezeichnen und wird von vielen Bands immer wieder als Referenz genannt.
Nachdem sich die Band 1990 aufgelöst hatte, spielte Mark Shelton 1992 das Album The Circus Maximus mit Andrew Cross (Bass, Keyboards, Gesang) und Aaron Brown (Schlagzeug, Gesang) ein. Obwohl es sich nur um ein Nebenprojekt des Gitarristen handelte, wurde das Album vom Plattenlabel Black Dragon Records unter dem Namen Manilla Road veröffentlicht, um die Verkaufszahlen zu steigern.
Im Jahr 2001 gab es eine Reunion der Band durch Mark Shelton mit neuen Musikern. Shelton verstarb am 27. Juli 2018 im Alter von 60 Jahren an einem Herzinfarkt nach dem Auftritt auf dem Headbangers Open Air in Brande-Hörnerkirchen. Im Zuge des Todes von Shelton löste sich Manilla Road auf.
Die drei verbliebenen Mitglieder Bryan Parick, Phil Ross und Neudi gründeten 2019 zusammen mit dem deutsch-kanadischen Gitarristen Kalli Coldsmith die Band Sentry. Das Debütalbum Sentry erschien 2024 bei High Roller Records. Es folgten Festivalauftritte be Keep It True, Up The Hammers, Stormcrusher und Ragers Elite.

## Diskografie

### Demos
- 1979: Underground
- 1999: Dreams of Eschaton (Metal Invader Magazin)

### Studioalben
- 1980: Invasion (Roadster Records), wiederveröffentlicht 2004 bei Cult Metal Classics
- 1982: Metal (Roadster Records), wiederveröffentlicht 2004 bei Cult Metal Classics
- 1983: Crystal Logic (Roadster Records), wiederveröffentlicht 2000 bei Iron Glory Records
- 1985: Open the Gates (Black Dragon Records), wiederveröffentlicht 2001 bei Dragonheart
- 1986: The Deluge (Black Dragon Records), wiederveröffentlicht 2001 bei Underground Symphony Records, wiederveröffentlicht 2011 bei Shadow Kingdom Records
- 1987: Mystification (Black Dragon Records), wiederveröffentlicht 2000 bei Sentinel Steel Records
- 1988: Out of the Abyss (Black Dragon Records), wiederveröffentlicht 2005 bei Cult Metal Classics
- 1990: The Courts of Chaos (Black Dragon Records), wiederveröffentlicht 2002 bei Iron Glory Records
- 2001: Atlantis Rising (Iron Glory Records)
- 2002: Spiral Castle (Iron Glory Records)
- 2002: Mark of the Beast (Monster Records)
- 2005: Gates of Fire (Battle Cry Records), wiederveröffentlicht 2007 bei High Roller Records
- 2008: Voyager (My Graveyard Productions)
- 2011: Playground of the Damned (High Roller Records)
- 2013: Mysterium (Vinyl Release: High Roller Records; US CD Release: Shadow Kingdom Records; EU CD Release: Golden Core/ZYX)
- 2015: The Blessed  Curse (2CD, Doppel-Vinyl: Golden Core/ZYX)
- 2017: To Kill a King (CD, Doppel-Vinyl: Golden Core/ZYX)

### Projekte

#### Soloprojekt Mark Shelton
- 1992: The Circus Maximus (Black Dragon Records), wiederveröffentlicht 2002 bei Iron Glory Records

### Sonstige
- 1988: Roadkill (Livealbum) (Black Dragon Records), wiederveröffentlicht 2005 bei Cult Metal Classics
- 2009: After Midnight Live (Livealbum) (High Roller Records)